# Oratorio di San Giovanni Battista a Campo Vallemaggia
L'oratorio di San Giovanni Battista di Campo in Valmaggia è un bene culturale svizzero d’importanza nazionale insieme alle Case Pedrazzini

## Storia
L’edificio si deve alla committenza nel 1749 di Giovanni Battista I Pedrazzini che negli anni 1735-37 fa anche costruire il palazzo adiacente. L’oratorio viene dedicato al Giovanni Battista in onore del santo patrono del committente.
Vengono commissionati per il lavoro i fratelli Giovanni Casarotti e Pietro Antonio Casarotti. Nel 2003-2004 l’edificio viene restaurato da Gianfranco Rossi e Annamaria Montamartini Spellini. Nel 2005 Mario Pedrazzini – discendente del committente – dedica all’edificio un libro. 
La proprietà dell’oratorio viene persa dagli eredi che non soddisfano la condizione di risiedere a Campo Vallemaggia. Solo nel 2002 viene trovata una soluzione con la costituzione di una fondazione ecclesiastica con il nome di “Fondazione Oratorio San Giovanni Battista in Campo Vallemaggia già juspatronato Pedrazzini”. 

## Descrizione
L’edificio ha un’architettura sobria, con pianta rettangolare. È collegato al palazzo commissionato da Giovanni Battista I Pedrazzini nel 1735-37 da un porticato sovrastato da una galleria edificata successivamente nel 1820. Il campanile è elegante e presenta decorazioni pittoriche sul lato destro. 
Sulla facciata il portale è affrescato con uno stemma della famiglia Pedrazzini. 
All’interno gli affreschi nella volta sono del 1749 e sono attribuiti a Giuseppe Mattia Borgnis; rappresentano la gloria di San Giovanni Battista. Nella volta della navata sono presenti affreschi della metà del XIX secolo e attribuiti a Giacomo Antonio Pedrazzi. Alcuni dipinti di fine XVIII secolo sono attribuiti a Giuseppe Antonio Torricelli e Giovanni Antonio Maria Torricelli. Le pareti sono decorate con lesene. La balustra e l’altare sono risalenti alla metà del XVIII secolo e presentano marmi policromi. Nel 1852 viene aggiunta la mensa neoclassica.